# Kossiw (Dorf)
Kossiw (ukrainisch Косів; russisch Косов/Kossow, polnisch Kosów) ist ein Dorf im Rajon Tschortkiw der Oblast Ternopil im Westen der Ukraine etwa 17 Kilometer nordwestlich der Rajonshauptstadt Tschortkiw und 50 Kilometer südlich der Oblasthauptstadt Ternopil am Flüsschen Bilyj Potik (Білий Потік) gelegen. Zum Gemeindegebiet zählt auch der heute nicht mehr eigenständig aufscheinende Weiler Chomykiwka (Хомиківка, polnisch Chomiakówka).

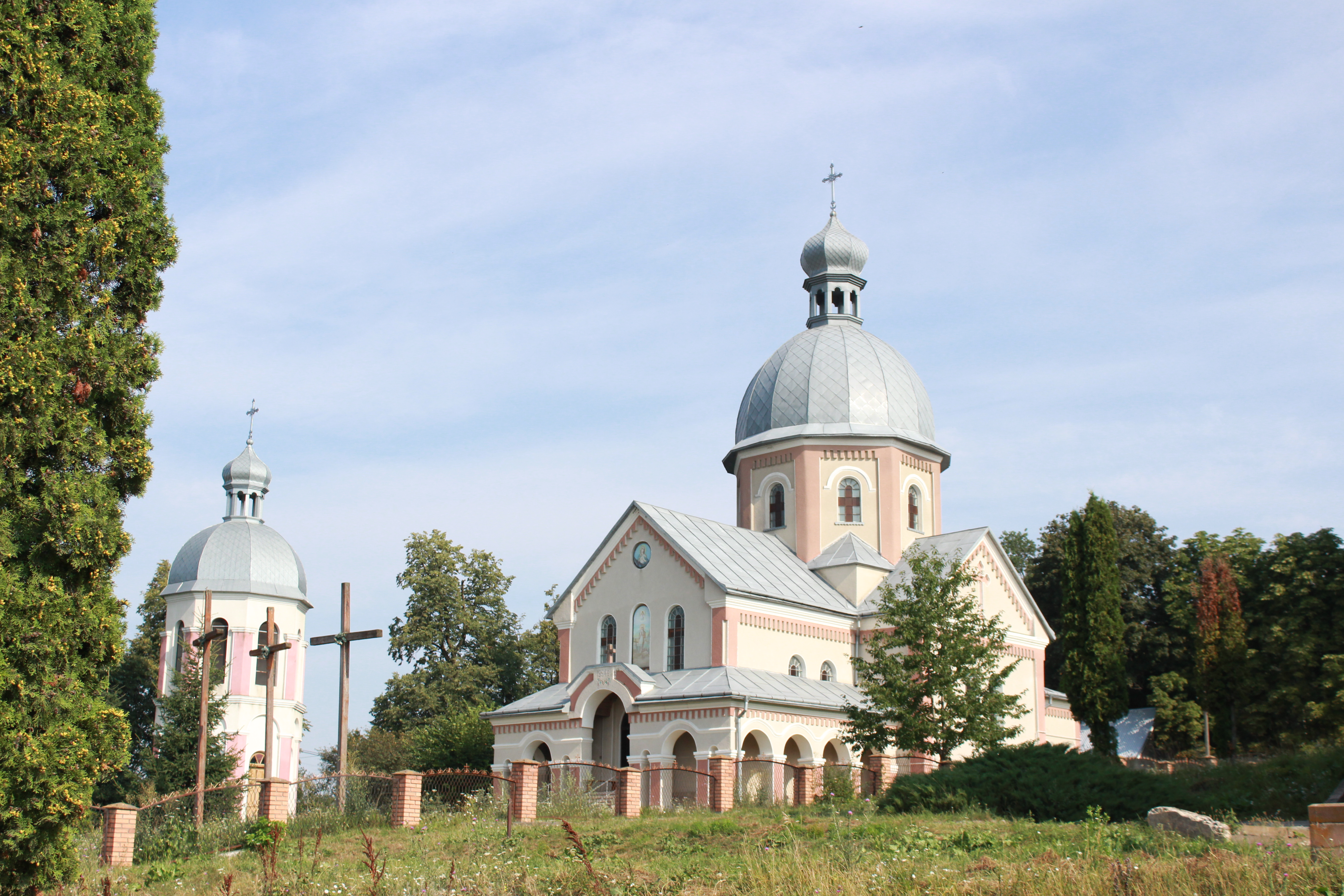
Kirche im Ort

Der Ort wurde 1450 zum ersten Mal schriftlich erwähnt und lag zunächst in der Woiwodschaft Podolien als Teil der Adelsrepublik Polen. Von 1772 bis 1918 gehörte er, mit Unterbrechung zwischen 1810 und 1815, als er als Teil des Tarnopoler Kreises an Russland abgetreten werden musste, unter seinem polnischen Namen Kosów zum österreichischen Galizien.
Nach dem Ende des Ersten Weltkrieges kam der Ort zu Polen (in die Woiwodschaft Tarnopol, Powiat Czortków, Gmina Kosów), wurde im Zweiten Weltkrieg ab September 1939 von der Sowjetunion und dann ab Sommer 1941 bis 1944 von Deutschland besetzt, hier wurde der Ort in den Distrikt Galizien eingegliedert. Während der Sowjetischen Besetzung Ostpolens wurde der Ort im Januar 1940 zur Rajonshauptstadt des Rajons Kossiw, nach der Verlegung des Rajonszentrums nach Biloboschnyzja im Herbst des gleichen Jahres wurde auch der Rajon umbenannt.
Nach dem Ende des Krieges wurde der Ort der Sowjetunion zugeschlagen, dort kam das Dorf zur Ukrainischen SSR und ist seit 1991 ein Teil der heutigen Ukraine.
In der Nacht vom 4. auf den 5. Juli 2000 zerstörte und beschädigte ein Wirbelsturm 520 Gebäude im Ort.
Am 12. Juni 2020 wurde das Dorf ein Teil neu gegründeten Landgemeinde Biloboschnyzja; bis dahin bildete es die Landratsgemeinde Kossiw (Косівська сільська рада/Kossiwska silska rada) im Nordwesten des Rajons Tschortkiw.